# North Plainfield
North Plainfield es un borough ubicado en el condado de Somerset en el estado estadounidense de Nueva Jersey. En el año 2010 tenía una población de 21936 habitantes y una densidad poblacional de 3,046 personas por km².

## Geografía
North Plainfield se encuentra ubicado en las coordenadas 40°37′22″N 74°26′09″O / 40.62278, -74.43583.

## Demografía
Según la Oficina del Censo en 2000 los ingresos medios por hogar en la localidad eran de $55,322 y los ingresos medios por familia eran $62,875. Los hombres tenían unos ingresos medios de $39,662 frente a los $30,816 para las mujeres. La renta per cápita para la localidad era de $22,791. Alrededor del 6.4% de la población estaba por debajo del umbral de pobreza.